# Behörde für Verkehr und Mobilitätswende

BVM und BWI, im Gebäude der vorherigen BWVI, Alter Steinweg 4

Die Hamburger Behörde für Verkehr und Mobilitätswende (BVM) ist eine von elf Fachbehörden des Senats der Freien und Hansestadt Hamburg und (mit Ausnahme der Bereiche Hafen und Flughafen) zuständig für die Verkehrspolitik in der Hansestadt. Bis zu ihrer Neugründung als eigenständige Verkehrsbehörde im Juni 2020 waren ihre Agenden und Zuständigkeiten in die Behörde für Wirtschaft, Verkehr und Innovation (BWVI), die heutige Behörde für Wirtschaft, Arbeit und Innovation (BWAI), eingegliedert. Die Behörde hat ihren Sitz daher im selben Gebäude wie die BWI am Alten Steinweg 4 / Wexstraße 7 in Hamburg-Neustadt. Einige Aufgaben werden gemeinsam mit der BWI als Shared Service betrieben.
Erster Senator für Verkehr und Mobilitätswende und Präses der Behörde ist seit 10. Juni 2020 Anjes Tjarks (Bündnis 90/Die Grünen). Ihm steht Martin Bill (Grüne) als Staatsrat zur Seite.

## Geschichte
Die Wurzeln der 2020 neu gegründeten Behörde für Verkehr und Mobilitätswende liegen sowohl in der Wirtschafts- als auch in der früheren Baubehörde. Beiden Ressorts war der Bereich Verkehrspolitik im Senat der Freien und Hansestadt Hamburg nach 1945 zeitweise zugeordnet. Die genauen Ressortzuschnitte und damit die Zuständigkeiten für Verkehrsfragen änderten sich mehrfach. Zuletzt war über viele Jahre die Wirtschaftsbehörde für die Verkehrspolitik der Hansestadt zuständig. Von 2011 bis 2020 bestand die Behörde zuletzt mit den Zuständigkeiten für Wirtschaft, Verkehr und Innovation, geleitet von Senator Michael Westhagemann (parteilos) und zwei Staatsräten, davon mit Andreas Rieckhof (SPD) ein Staatsrat speziell für den Bereich Verkehr. 
Nach der Bürgerschaftswahl 2020 wurde im Zuge der Fortführung der rot-grünen Koalition im Senat Tschentscher II beschlossen, eine neue, eigenständige Behörde für Verkehr und Mobilitätswende zu schaffen, um dem für die Stadtentwicklung zentralen Themenbereich einen neuen Fokus verleihen zu können. Die Grünen hatten im Wahlkampf verstärkt um die Zuständigkeit in Verkehrsfragen geworben, um ihre klima- und umweltpolitischen Konzepte und Zielsetzungen einer autoarmen und fahrradfreundlicheren Stadt effektiver durchsetzen zu können. Allerdings verblieben im Zuge der Koalitionsverhandlungen auf Drängen der SPD als größerem Koalitionspartner die wichtigen Kompetenzen für den Hafen, den Flughafen sowie die Planfeststellung bei der Wirtschaftsbehörde sowie die Zuständigkeit als Straßenverkehrsbehörde bei der SPD-geführten Behörde für Inneres und Sport beziehungsweise bei der Polizei Hamburg.